# Letiště Hodkovice
Letiště Hodkovice (ICAO: LKHD) je veřejné vnitrostátní letiště na katastru města Hodkovice nad Mohelkou, poblíž vesnice Vrchovina na náhorní plošině Kostelního vrchu. Vzletová a přistávací dráha je travnatá, orientovaná 01/19 a s únosností 5700 kg. Frekvence stanoviště RADIO je 120.905 MHz a je k dispozici pouze pro lety ve dne, za viditelnosti a dle pravidel VFR. Provozovatelem letiště je Aeroklub Hodkovice nad Mohelkou.
Pokusy s plachtěním se na místě konaly od roku 1936, zázemí bylo dále budováno za války a využíváno Nationalsozialistisches Fliegerkorps a posléze i Luftwaffe. Po válce bylo letiště předáno ČNA, který zde zřídil Zemskou plachtařskou školu. V současné době na letišti probíhají národní plachtařské soutěže a letní kempy plachtařů ze zahraničí. Aeroklubem je organizován plachtařský a motorový výcvik k získání kvalifikací: SPL(A), ULL(A), PPL(A) a LAPL(A). Pro veřejnost jsou k dispozici okružní lety na letounech Robin DR400-180R „Remo“ a WT-9 „Dynamic“, případně na větroních ASK-13 a DG500/22M.
V jižní části vzletové a přistávací dráhy žije kolonie sysla obecného.